# Episodi di Glee (quarta stagione)
La quarta stagione della serie televisiva Glee è stata trasmessa negli Stati Uniti per la prima volta dall'emittente Fox dal 13 settembre 2012 al 9 maggio 2013.
In Italia la stagione è andata in onda in prima visione sul canale satellitare Fox in contemporanea con gli Stati Uniti, dal 25 settembre 2012 al 23 maggio 2013. In chiaro è stata trasmessa da Italia 1 dal 21 settembre 2013, ogni sabato con un doppio episodio.
Chord Overstreet, che interpreta Sam Evans, è promosso a regular da questa stagione. Dianna Agron (Quinn Fabray) e Jayma Mays (Emma Pillsbury), da questa stagione, passano da regular a guest star.
Tornano come guest star Whoopi Goldberg (Carmen Tibideaux), Ashley Fink (Lauren Zizes), Alex Newell (Wade Unique Adams), Samuel Larsen (Joseph Hart), Vanessa Lengies (Sugar Motta), Jessalyn Gilsig (Terri Schuester).
Entrano nella serie come guest star i nuovi personaggi Kate Hudson (Cassandra July), Sarah Jessica Parker (Isabelle Wright), Idina Menzel (Shelby Corcoran), NeNe Leakes (Roz Washington), Meredith Baxter (Liz Stevens), Patty Duke (Jan), Jessica Sanchez (Frida Romero), Melissa Benoist (Marley Rose), Dean Geyer (Brody Weston), Jacob Artist (Jake Pukerman), Becca Tobin (Kitty Wilde), Nolan Gerard Funk (Hunter Clarington), Ali Stroker (Betty Pillsbury), Blake Jenner (Ryder Lynn). Questi ultimi due sono i partecipanti della seconda stagione di The Glee Project, di cui Blake Jenner ne è vincitore.

Logo della serie televisiva

| nº | Titolo originale               | Titolo italiano       | Prima TV USA      | Prima TV Italia   |
| -- | ------------------------------ | --------------------- | ----------------- | ----------------- |
| 1  | The New Rachel                 | La nuova Rachel       | 13 settembre 2012 | 25 settembre 2012 |
| 2  | Britney 2.0                    | Britney 2.0           | 20 settembre 2012 | 2 ottobre 2012    |
| 3  | Makeover                       | Cambio di look        | 27 settembre 2012 | 9 ottobre 2012    |
| 4  | The Break Up                   | Fine di una storia    | 4 ottobre 2012    | 13 novembre 2012  |
| 5  | The Role You Were Born to Play | Il ruolo adatto       | 8 novembre 2012   | 20 novembre 2012  |
| 6  | Glease                         | Glease                | 15 novembre 2012  | 27 novembre 2012  |
| 7  | Dynamic Duets                  | I superduetti         | 22 novembre 2012  | 4 dicembre 2012   |
| 8  | Thanksgiving                   | Ringraziamento        | 29 novembre 2012  | 11 dicembre 2012  |
| 9  | Swan Song                      | Canto del cigno       | 6 dicembre 2012   | 18 dicembre 2012  |
| 10 | Glee, Actually                 | Il miracolo di Natale | 13 dicembre 2012  | 25 dicembre 2012  |
| 11 | Sadie Hawkins                  | Sadie Hawkins         | 24 gennaio 2013   | 7 febbraio 2013   |
| 12 | Naked                          | Mettersi a nudo       | 31 gennaio 2013   | 14 febbraio 2013  |
| 13 | Diva                           | Una vera diva         | 7 febbraio 2013   | 21 febbraio 2013  |
| 14 | I Do                           | Lo voglio             | 14 febbraio 2013  | 14 marzo 2013     |
| 15 | Girls (and Boys) On Film       | Come nei film         | 7 marzo 2013      | 21 marzo 2013     |
| 16 | Feud                           | Faida                 | 14 marzo 2013     | 28 marzo 2013     |
| 17 | Guilty Pleasures               | Passioni segrete      | 21 marzo 2013     | 18 aprile 2013    |
| 18 | Shooting Star                  | Colpo al cuore        | 11 aprile 2013    | 25 aprile 2013    |
| 19 | Sweet Dreams                   | Originale             | 18 aprile 2013    | 2 maggio 2013     |
| 20 | Lights Out                     | Luci sul passato      | 25 aprile 2013    | 9 maggio 2013     |
| 21 | Wonder-ful                     | Wonder-ful            | 2 maggio 2013     | 16 maggio 2013    |
| 22 | All or Nothing                 | Tutto o niente        | 9 maggio 2013     | 23 maggio 2013    |

## La nuova Rachel
- Titolo originale: The New Rachel
- Diretto da: Brad Falchuk
- Scritto da: Ryan Murphy

### Trama
Benvenuti alla NYADA! Le lezioni sono appena iniziate e Rachel ha già avuto la sua dose di accoglienza newyorkese: “Fai schifo!” è la prima cosa che le dice la sua nuova insegnante di danza Cassandra July. La vita nella Grande Mela non è come se l'era immaginata: lei e Finn non si sentono da due mesi, visto che lui è nell'esercito, le manca Kurt e la sua compagna di stanza la delizia con il sonoro dei suoi incontri amorosi. A parte incontrare un ragazzo mezzo nudo nel bagno comune alle 3 notte, che poi si scopre essere un ottimo nuovo amico, le cose per miss Berry non sono rosee. Tornati in Ohio, le cose sono molto cambiate: Sue è diventata mamma e ha una nuova odiosa capo cheerleader, Kitty, ma è in casa delle Nuove Direzioni che sono avvenuti i cambiamenti più importanti: la popolarità ha dato loro alla testa! Dopo essere diventati amiconi con Cheerios e giocatori di football, non permettono a Wade, alias "Unique", new entry nel Glee Club e precedentemente membro dei Vocal Adrenaline, di essere sé stesso e vestirsi da donna, perché sarebbe “strano”. Soprattutto prendono in giro pesantemente la nuova cuoca della scuola a causa del suo peso. Tina e Mike si sono lasciati in amicizia dopo il diploma di lui e la ragazza ha allora deciso di affrontare il suo ultimo anno con un nuovo atteggiamento da diva, assumendo persino un assistente personale, l’impacciata Dottie Kazatori. Blaine, Tina, Brittany e Unique, inoltre, bramano di diventare la “nuova Rachel” e si affrontano a suon di Carly Rae Jepsen per decidere chi si merita più assoli, con Artie come giudice della sfida che alla fine "elegge" Blaine come vincitore. Anche Kurt è ancora a Lima e lavora alla caffetteria, in attesa di poter rifare l'audizione per la NYADA, ma il ragazzo sembra avere delle difficoltà ad andare avanti con la sua vita. Will decide che è arrivato il momento di indire delle nuove audizioni per sostituire i membri del Glee Club che si sono diplomati. Ai provini si presentano due ragazzi speciali: la dolce e bravissima Marley e l'arrabbiato ma talentuoso Jake. Lei ottiene un posto subito, mentre Jake, che scopriamo essere il fratellastro segreto di Puck, dovrà migliorare il suo atteggiamento per poter far parte delle Nuove Direzioni. Quello che il gruppo non sa di Marley è che è la figlia della cuoca che loro prendono tanto in giro e la doccia fredda che ricevono quando la ragazza gli rivela la verità e che pensava che loro fossero diversi, non se la dimenticheranno. Le Nuove Direzioni abbandonano la popolarità che poco si confaceva loro e tornano il gruppo di losers. Blaine convince Kurt a dare una smossa alla sua vita e decide di trasferirsi a New York, giusto in tempo per salvare Rachel dalla depressione.
- Guest star: Whoopi Goldberg (Carmen Tibideaux), Kate Hudson (Cassandra July), Mike O'Malley (Burt Hummel), Vanessa Lengies (Sugar Motta), Alex Newell (Wade Unique Adams), Samuel Larsen (Joseph Hart), Melissa Benoist (Marley Rose), Dean Geyer (Brody Weston), Jacob Artist (Jake Pukerman), Becca Tobin (Kitty Wilde), Josh Sussman (Jacob Ben Israel), Trisha Rae Stahl (Millie Rose), Amanda Jane Cooper (Beatrice McClain)
- Ascolti USA: telespettatori 7.410.000 – share 18-49 anni 8%[2]

## Britney 2.0
- Titolo originale: Britney 2.0
- Diretto da: Alfonso Gomez-Rejon
- Scritto da: Brad Falchuk

### Trama
Essere bocciati e non poter andare avanti con la propria vita non è semplice e se ne accorge subito Brittany. La sua idea ingenua di poter ripetere il perfetto ultimo anno identico a quello precedente, viene molto presto disillusa: i suoi voti sono pessimi e Sue la caccia dalla squadra delle Cheerios. In più, il suo rapporto con Santana è sempre più difficile vista la distanza. La ragazza infatti, si è trasferita in Louisville per l'università e ha pochissimo tempo da dedicare alla fidanzata. Visto lo stato di depressione in cui cade Brittany, Will decide di dedicare nuovamente la settimana al suo idolo Britney Spears e tutti i ragazzi delle Nuove Direzioni cercano di farle tornare l'ispirazione grazie alla musica. Nel frattempo a New York, Kurt e Rachel hanno trovato un enorme loft, completamente vuoto e in una zona malfamata della città, ma comunque un loft tutto loro nella Grande Mela; le cose per Rachel continuano a non andare molto bene alla NYADA, dove Cassandra l'ha anche esclusa dal tango perché pensa sia priva di sex appeal e il fatto di non sentire Finn da mesi peggiora solo le cose. Kurt annuncia di voler fare uno stage a Vogue.com e suggerisce a Rachel di smuovere la situazione dicendo che deve mostrare il suo sex appeal a Cassandra. Rachel decide di chiedere a Brody di aiutarla con un numero sexy per far cambiare idea alla professoressa, ma nonostante il fumo e le mosse sinuose, Cassandra non cede. Rachel ha uno scatto di rabbia e la riversa addosso all'insegnante che la caccia dalla sua lezione; il provvedimento dura poco, ma la ragazza non avrà vita facile nella scuola. Per coronare il loro balletto sensuale, Brody dichiara il suo interesse a Rachel, ma per lei c'è ancora solo Finn. Tornati in Ohio, Brittany sta vivendo lo stesso percorso di autodistruzione di Britney Spears, compresa la rasatura, le botte al “paparazzo” e la pessima esibizione in playback di Gimme more, figuraccia in cui coinvolge anche tutto il Glee Club. Ad aiutarla ad uscire dal tunnel ci pensano il suo nuovo amico Sam, Will e Emma, che le fanno da tutor per alzare la media e tornare in squadra. Nonostante gli avvertimenti di Tina e Unique, Marley si prende una cotta per il donnaiolo Jake. Come previsto, però, il suo cuore viene spezzato visto che lui, dopo averla illusa, inizia ad uscire con Kitty, la nuova cheerios. Puck torna per parlare con suo fratello, e lo convince ad entrare nel Glee Club. Marley chiude la puntata cantando una ballata.
- Guest star: Kate Hudson (Cassandra July), Jayma Mays (Emma Pillsbury), Iqbal Theba (Preside Figgins), Alex Newell (Wade Unique Adams), Samuel Larsen (Joseph Hart), Melissa Benoist (Marley Rose), Dean Geyer (Brody Weston), Jacob Artist (Jake Pukerman), Becca Tobin (Kitty Wilde), Josh Sussman (Jacob Ben Israel), Trisha Rae Stahl (Millie Rose).
- Ascolti USA: telespettatori 7.460.000 – share 18-49 anni 8%[3]

## Cambio di look

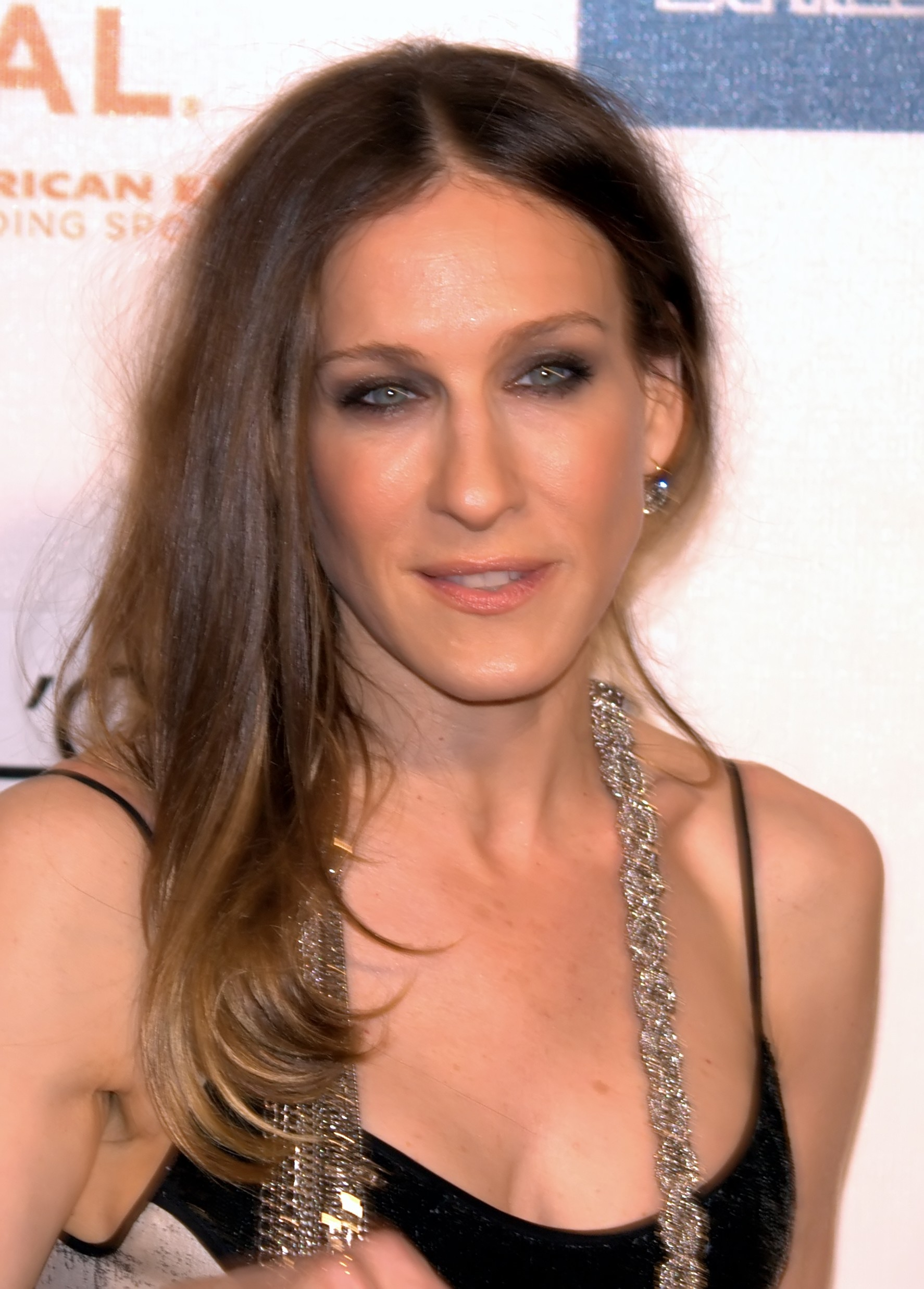
Sarah Jessica Parker interpreta Isabelle Wright.

- Titolo originale: Makeover
- Diretto da: Eric Stoltz
- Scritto da: Ian Brennan

### Trama
Will dice al Glee club di avere nuove idee, la realtà è che non ha niente in mente e non capisce cosa gli stia succedendo. Brittany decide di candidarsi nuovamente alle elezioni per il presidente del consiglio d'istituto e sceglie Artie come suo vice. Anche Blaine vuole candidarsi e si iscrive a tutti i corsi della scuola. Sam resta deluso dal fatto che Brittany non l'abbia scelto come vice, così lei gli propone di essere il vice di Blaine. Sam prova a convincere Blaine, riluttante nell'accettarlo per il suo passato da spogliarellista. Artie è molto determinato e cerca di preparare Brittany a rispondere alle domande che le saranno fatte al dibattito: ha infatti scoperto che la maggior parte della gente che vi parteciperà, lo farà solo per sentire cosa lei dirà di stupido. Nel frattempo, a New York, Kurt fa il colloquio per entrare come stagista nella redazione di Vogue.com e la caporedattrice resta colpita positivamente da lui, che entra quindi nel team. Kurt è entusiasta per il proprio successo e durante una telefonata con Blaine si dimostra poco solidale nei confronti del fidanzato, che avrebbe preferito qualche consiglio in più per il look del dibattito. Arriva il giorno del dibattito e Blaine segue un consiglio di Sam per il look da adottare. Saranno loro due a vincere. Rachel intanto è aiutata da Kurt a cambiare il suo look e fanno un video negli uffici di Vogue, che ottiene un grande successo e consente a Kurt di passare da "porta caffè" a membro effettivo del team di Vogue.com. Il cambio di look di Rachel è apprezzato da Brody. Rachel gli chiede di uscire offrendosi di preparargli la cena. Blaine chiama Kurt per annunciargli la vittoria alle elezioni, ma Kurt blocca la chiamata. Brody va all'appuntamento da Rachel e i due finiscono per baciarsi, ma in quel momento suona il campanello ed è Finn.
- Guest star: Sarah Jessica Parker (Isabelle Wright), Jayma Mays (Emma Pillsbury), Vanessa Lengies (Sugar Motta), Michael Hitchcock (Dalton Rumba), Melissa Benoist (Marley Rose), Dean Geyer (Brody Weston), Jacob Artist (Jake Puckerman), Lauren Potter (Becky Jackson), Phyllis Applegate (Birdie Lawrence), Sean Gunn (Phineas Hayes), Dan Domenech (Chase Madison), Suzanne Krull (Dipendente di Vogue).
- Ascolti USA: telespettatori 5.790.000 – share 18-49 anni 7%[4]

## Fine di una storia
- Titolo originale: The Break Up
- Diretto da: Alfonso Gomez-Rejon
- Scritto da: Ryan Murphy

### Trama
Finn, arrivato a New York, confessa a Rachel di essere stato congedato dall'esercito dopo solo 16 giorni. Lei gli propone di entrare alla NYADA, ma lui non è molto convinto. Intanto arriva anche Blaine, in anticipo di due settimane. Kurt è molto felice della sorpresa, ma Blaine gli rivela che lo ha tradito con un ragazzo appena conosciuto su Facebook, rinfacciandogli poi di aver avuto  "bisogno di qualcuno, ma lui non c'era", perché impegnato a lavorare. Contemporaneamente Rachel confessa a Finn che ha baciato Brody perché sola e preoccupata, visto che Finn non rispondeva ai suoi messaggi e alle telefonate. Sia Finn che Blaine ritornano a Lima la mattina dopo le confessioni. Intanto il prof. Schuester viene distaccato per sei mesi a Washington D.C. presso la commissione statale presso cui aveva chiesto l'incarico. Per iniziare la nuova avventura vorrebbe Emma al suo fianco, che però non vuole partire e lasciare la sua vita.
Anche Santana e Brittany hanno una crisi: Brittany si sente sola e Santana si sente in colpa per i rari incontri con la fidanzata.
Santana così raggiunge la decisione di prendersi una pausa dalla relazione. Rachel raggiungerà Finn per parlare di ciò che è successo, concludendo che forse la cosa più giusta è finire la loro relazione. L'episodio termina con un'interpretazione di "The scientist", cantata da Finn, Rachel, Kurt, Blaine, Santana, Brittany, Emma e Will, ma era solo una visione di Finn.
- Guest star: Jayma Mays (Emma Pillsbury), Alex Newell (Wade "Unique" Adams), Samuel Larsen (Joseph Hart), Melissa Benoist (Marley Rose), Dean Geyer (Brody Weston), Jacob Artist (Jake Puckerman), Becca Tobin (Kitty Wilde), Dan Domenech (Chase Madison).
- Ascolti USA: telespettatori 6.070.000 – share 18-49 anni 7%[5]

## Il ruolo adatto
- Titolo originale: The Role You Were Born to Play
- Diretto da: Brad Falchuk
- Scritto da: Michael Hitchcock

### Trama
Artie chiede aiuto a Finn, Mercedes e Mike per aiutarlo a dirigere e coreografare il musical. Blaine, molto triste per la rottura con Kurt fa il provino per la parte di Danny Zuko, cantando una canzone di Sandy, ma rinuncia al ruolo perché secondo lui è inadatto a interpretare una storia d'amore. Finn per il ruolo di Danny, cerca un nuovo volto e lo trova in Ryder Lynn, un giocatore di football proprio come lo era lui al liceo. Marley e Wade fanno l'audizione assieme rispettivamente per il ruolo di Sandy e Rizzo. Anche Kitty, per indispettire Marley, decide di fare l'audizione per il ruolo di Sandy, cantando una canzone assieme a Jake che si è ingelosito dopo aver visto Marley e Ryder insieme. Tina decide di non fare il provino a causa della presenza nella giuria di Mike. Finn decide, nonostante il parere fortemente contrario di Sue, di assegnare il ruolo di Rizzo a Wade "Unique". Alla fine delle audizioni viene esposto il foglio coi ruoli: Ryder sarà Danny, Marley sarà Sandy, Kitty sarà Patty, Brittany sarà Cha-Cha, Sugar sarà Frenchy, Sam sarà Kenickie, Tina sarà Jan, Joe sarà Doody, Jake sarà Putzie mentre Blaine sarà l'Angelo dei Giovani. Nel frattempo Will ed Emma discutono del loro futuro chiedendo aiuto a Shannon e, arrivano alla conclusione che Emma resterà a Lima mentre Will andrà a Washington vedendosi nei fine settimana e quando l'uomo tornerà a casa si sposeranno. Alla fine Will propone il ruolo di leader del Glee Club a Finn.
- Guest star: Jayma Mays (Emma Pillsbury), Iqbal Theba (Preside Figgins), Dot-Marie Jones (Shannon Beiste), Vanessa Lengies (Sugar Motta), Adina Porter (Insegnante di storia), Alex Newell (Wade "Unique" Adams), Samuel Larsen (Joseph Hart), Melissa Benoist (Marley Rose), Becca Tobin (Kitty Wilde), Blake Jenner (Ryder Lynn), Jacob Artist (Jake Puckerman).
- Ascolti USA: telespettatori 5.680.000 – share 18-49 anni 6%[6]

## Glease
- Titolo originale: Glease
- Diretto da: Michael Uppendahl

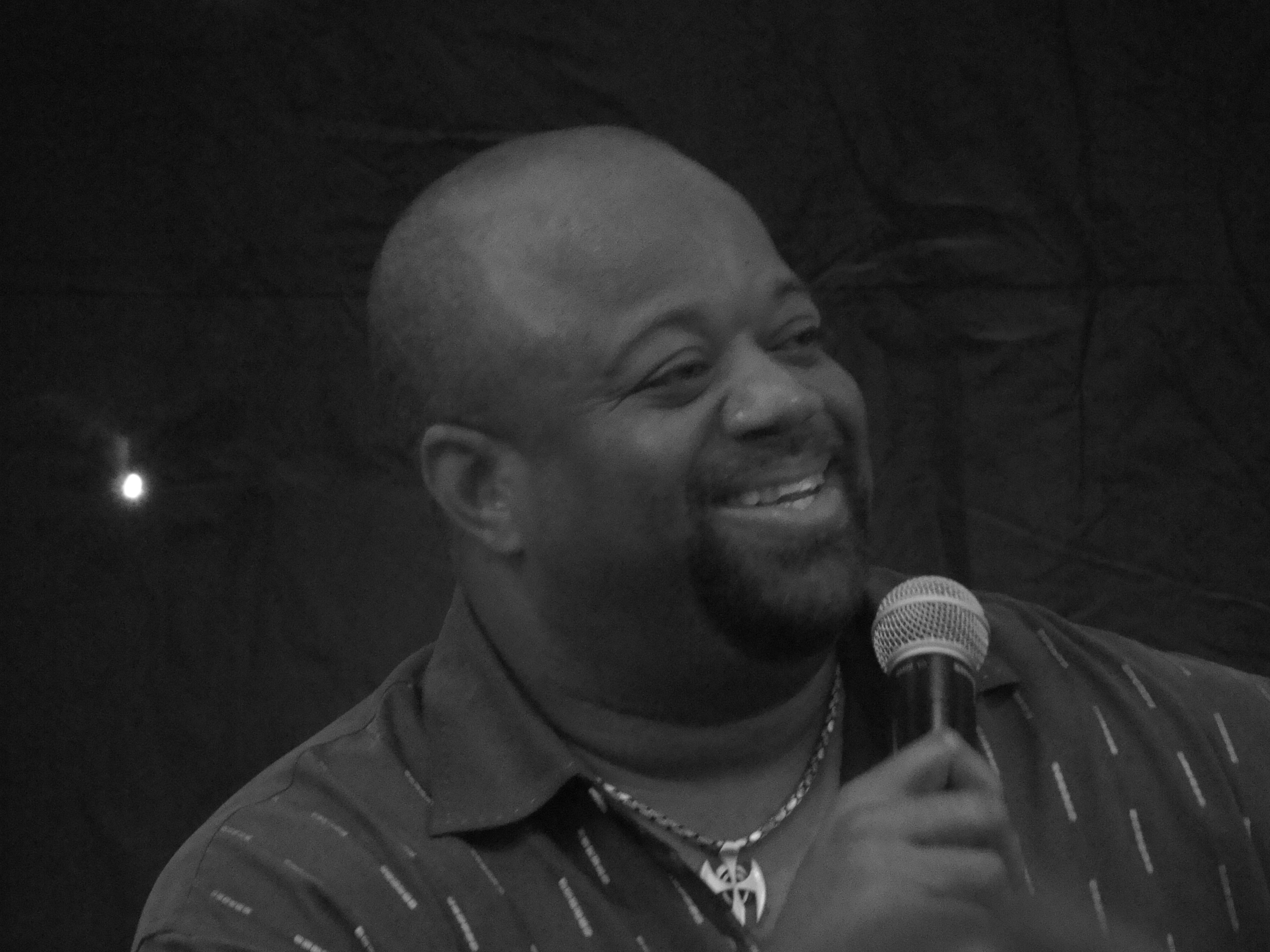
Mark Christopher Lawrence interpreta Rob Adams.

- Scritto da: Roberto Aguirre-Sacasa

### Trama
Schuester decide di affidare il comando del Glee Club a Finn perché lo ritiene degno del ruolo e il preside del McKinley approva. È il giorno della prima del musical di Grease. Unique non ha la possibilità di recitare come Rizzo perché Sue decide di ostacolarla facendo intervenire i suoi genitori; Finn allora chiede aiuto a Santana, la quale interpreta Rizzo, offendendo Tina che era pronta a prendere il posto di Wade. Durante le prove Kitty stringe i vestiti a Marley facendole credere di essere grassa e di essere sulla strada per diventare come la madre obesa. Nel frattempo a New York, Rachel e Kurt sono indecisi se assistere alla prima dello spettacolo, tornando a "casa" loro e rivedendo gli ex ragazzi. Lo spettacolo è un successo, Ryder bacia Marley suscitando la gelosia di Puckerman. Rachel e Finn chiudono il loro rapporto definitivamente, come anche Kurt e Blaine. Rachel chiama Brody perché ha bisogno di non pensare a Finn, ma Miss July le dice che lei e Brody sono stati insieme quella sera. Tina e Mike pensano di rimettersi insieme.
- Guest star: Kate Hudson (Cassandra July), Iqbal Theba (Preside Figgins), Vanessa Lengies (Sugar Motta), Alex Newell (Wade "Unique" Adams), Samuel Larsen (Joe Hart), Melissa Benoist (Marley Rose), Dean Geyer (Brody Weston), Blake Jenner (Ryder Lynn), Jacob Artist (Jake Puckerman), Becca Tobin (Kitty Wilde), Trisha Rae Stahl (Millie Rose), Mark Christopher Lawrence (Rob Adams), Davenia McFadden (Betty Adams).
- Ascolti USA: telespettatori 5.220.000 – share 18-49 anni 6%[7]

## I superduetti
- Titolo originale: Dynamic Duets
- Diretto da: Ian Brennan
- Scritto da: Ian Brennan

### Trama
Le provinciali si avvicinano sempre di più per il glee club, che scopre di essere stato derubato del trofeo vinto alle Nazionali dello scorso anno, dai membri degli Usignoli.
Finn si trova già alla deriva come nuova guida del Glee club, infatti ha fatto entrare nel club Kitty, che è odiata e mal sopportata da tutti, e ha avuto un'idea banalissima per le provinciali: interpretare il tema dello “straniero”, con canzoni in lingua e i costumi dei vari paesi. I membri del Glee restano molto delusi perché, essendo campioni, per poter vincere devono mantenere standard molto alti e superare i loro limiti. Blaine abbandona quindi la lezione per cercare di recuperare il trofeo, e si imbatte nel nuovo capitano degli Usignoli, Hunter, che gli fa una proposta interessante: le Nuove Direzioni riavranno il trofeo, se gli Usignoli riavranno lui. Riuscirà a non farsi tentare dal lato oscuro? C'è solo una risposta: No Thanks, anche se per un attimo si è temuto il peggio!
Finn intanto ristabilisce il controllo cercando di unire i membri del Glee che sembrano più restii a cooperare, e propone due duetti: Marley con Kitty e Jake con Ryder vestiti da supereroi.
Jake e Ryder si buttano su una canzone dei R.E.M, Superman, ma il duetto finisce in una rissa tra i due. Finn per farli riappacificare li costringe a raccontarsi l'un l'altro le proprie paure. Jake ammette quindi di non sentirsi parte di nulla, essendo mezzo bianco e mezzo nero, Ryder fatica a leggere e scopre così di essere dislessico.
Invece nella performance di Kitty e Marley, le due sembrano aver trovato una certa complicità.
- Guest star: Dot-Marie Jones (Shannon Beiste), Vanessa Lengies (Sugar Motta), Samuel Larsen (Joe Hart), Lauren Potter (Becky Jackson), Melissa Benoist (Marley Rose), Jacob Artist (Jake Puckerman), Blake Jenner (Ryder Lynn), Becca Tobin (Kitty Wilde), Grant Gustin (Sebastian Smythe), Nolan Gerard Funk (Hunter Clarington), Trisha Rae Stahl (Millie Rose), Jodi Harris (Mrs. Pathello).
- Ascolti USA: telespettatori 4.620.000 – share 18-49 anni 5%[8]

## Ringraziamento
- Titolo originale: Thanksgiving
- Diretto da: Bradley Buecker
- Scritto da: Russel Friend e Garrett Lerner

### Trama
Per il giorno del Ringraziamento Quinn, Mercedes, Mike, Santana e Puck fanno visita a scuola. Tra qualche giorno ci sono le Provinciali e Finn decide di affidare ai nuovi membri un mentore. Ryder con Mike, Marley con Santana, Jake con suo fratello Puck, Wade con Mercedes e Kitty con Quinn. Quinn è un idolo per Kitty, e la ragazza è eccitatissima nel lavorare con la sua stella. Per le provinciali Finn decide che faranno Gangnam Style, cantata da Tina. Intanto Rachel e Kurt fanno una festa a casa loro dove invitano Brody, con cui Rachel ha fatto pace, Isabelle e alcuni suoi amici. Kurt sotto consiglio di Isabelle decide di dare una possibilità a Blaine dicendogli che si rivedranno per Natale. Marley intanto per dimagrire comincia a prendere lassativi. Così, durante il numero alle provinciali la ragazza sviene.
- Guest star: Sarah Jessica Parker (Isabelle Wright), Jayma Mays (Emma Pillsbury), Dianna Agron (Quinn Fabray), Vanessa Lengies (Sugar Motta), Alex Newell (Wade Adams), Samuel Larsen (Joe Hart), Melissa Benoist (Marley Rose), Jacob Artist (Jake Puckerman), Blake Jenner (Ryder Lynn), Becca Tobin (Kitty Wilde), Trisha Rae Stahl (Millie Rose), Dean Geyer (Brody Weston), Grant Gustin (Sebastian Smythe), Nolan Gerard Funk (Hunter Clarington).
- Ascolti USA: telespettatori 5.390.000 – share 18-49 anni 6%[9]

## Canto del cigno
- Titolo originale: Swan Song
- Diretto da: Bradley Buecker
- Scritto da: Stacy Traub

### Trama
Dopo che Marley sviene, tutti i suoi compagni sono pronti ad aiutarla e abbandonano il palco: per questo motivo il Glee Club perde le Provinciali lasciando la vittoria agli Usignoli; intanto Santana accusa Kitty dicendole che voleva far diventare anoressica Marley. Così Finn viene chiamato in presidenza per discutere su come arrivare ad una soluzione; allora Figgins, per motivi economici, toglie l'aula di canto per darla ai Cheerios: il Glee si scioglie. Nel frattempo alla NYADA Rachel sfida Cassandra per farle vedere che è migliorata, come sempre Cassie le dice che non è ancora abbastanza, allora Rachel controbatte dicendole che vincerà lo showcase solo grazie alla sua voce. A Lima Finn decide di fare una riunione per discutere sulle sorti del Glee Club e si arrabbia perché tutti si sono appoggiati ad altri club dimenticando il Glee (Artie fa il mazziere per la banda, Ryan e Jake sono entrati nella squadra di Basket, Unique è entrata nella squadra di Hockey e Tina e Blaine sono entrati nei Cheerios) solo Marley è rimasta fedele al club. Alla NYADA Kurt cerca di rifare l'audizione. Durante lo showcase invernale, Rachel e Brody si baciano e, dopo la favolosa performance di lei, Carmen avverte il pubblico dicendo che ci sarà un'altra esibizione del sig. Hummel. Kurt entra nel panico ma per fortuna Rachel è pronta ad incoraggiarlo. Alla fine l'amico si esibisce. Intanto a Lima Marley trova un posto per le prove di canto così Finn, dopo una telefonata di Rachel che lo avverte di aver vinto lo showcase, manda un messaggio ai suoi compagni e gli dà appuntamento alle 5. All'inizio solo Marley si presenta e confessa a Finn che si sente in colpa per tutto quello che è successo; ma poi arrivano tutti gli altri membri. A New York Kurt viene preso alla NYADA.
- Guest star: Whoopi Goldberg (Carmen Tibideaux), Kate Hudson (Cassandra July), Iqbal Theba (Preside Figgins), Samuel Larsen (Joe Hart), Alex Newell (Wade Adams), Melissa Benoist (Marley Rose), Dean Geyer (Brody Weston), Becca Tobin (Kitty Wilde), Jacob Artist (Jake Puckerman), Blake Jenner (Ryder Lynn), Lauren Potter (Becky Jackson).
- Ascolti USA: telespettatori 5.430.000 – share 18-49 anni 6%[10]

## Il miracolo di Natale
- Titolo originale: Glee, Actually
- Diretto da: Adam Shankman
- Scritto da: Matthew Hodgson

### Trama
Artie, dopo essere caduto dalla sedia a rotelle, va in infermeria, si addormenta e immagina la sua vita se non fosse paralizzato, vita che però è un vero inferno. Intanto Brittany fa dei regali perché crede che il 21 dicembre ci sarà la fine del mondo, e scopre che ci crede anche Sam, quindi decidono di diventare sposi maya. Il matrimonio è celebrato dalla coach Beiste, ma il 22 dicembre, quando si accorgono che il mondo non è finito,  i due si rendono conto della gravità di essere sposati. La coach Beiste però li rassicura svelandogli che il loro matrimonio non esiste e che gli ha mentito soltanto per il loro bene. Puck porta Jake in California per festeggiare la loro festa ebraica, e gli dice che ha una meravigliosa casa, ma mentre sono a prendere il sole in piscina Jake scopre che Puck in verità della piscina fa solo la manutenzione. Puck confessa a Jake che gli ha mentito soltanto perché pensava che non sarebbe stato orgoglioso di lui, alla fine i due decidono di festeggiare l'Hanukkah a Lima, e di fare incontrare le loro madri. I due ragazzi con le loro rispettive madri vanno a cena che, dopo un po' di imbarazzo, iniziano a ridere e a diventare amiche. Sue ha pescato dal cappello il nome della madre di Marley, una donna molto in sovrappeso che fa da cuoca alla mensa della scuola. Sentendo Marley e sua madre parlare dei loro problemi finanziari scopre che sono dovuti a delle visite con un educatore alimentare, decide di essere buona e regalare loro un albero, dei regali e 800 dollari (soldi ricavati vendendo una specie di pino molto raro che aveva 7000 anni). Intanto a New York Rachel cerca di convincere Kurt ad andare con lei e i suoi due papà a fare una crociera per gay, ma Kurt rifiuta. Kurt però riceve una visita inaspettata: suo padre Burt è venuto da Lima per dargli una brutta notizia faccia a faccia, cioè che ha un tumore alla prostata; ma per fortuna il pericolo è passato. Burt dice a suo figlio che è venuto con un regalo troppo grande da mettere sotto a un albero, e lo spinge ad andare presso indirizzo dove trova Blaine, e i due iniziano a pattinare cantando una canzone natalizia. I due sembrano essersi riappacificati e si promettono che uno ci sarà sempre per l'altro, decidendo però per il momento di restare solo amici.
L'episodio termina con il Glee club, Puck e Jake, Brittany e Sam, Kurt e Blaine che cantano una canzone di Natale.
- Guest star: Jessalyn Gilsig (Terri Schuester), Mike O'Malley (Burt Hummel), Dot-Marie Jones (Shannon Beiste), Aisha Tyler (Madre di Jake), Gina Hecht (Mrs. Puckerman), Melissa Benoist (Marley Rose), Jacob Artist (Jake Puckerman), Becca Tobin (Kitty Wilde), Blake Jenner (Ryder Lynn), Damian McGinty (Rory Flanagan), Samuel Larsen (Joe Hart), Lauren Potter (Becky Jackson), Trisha Rae Stahl (Millie Rose).
- Ascolti USA: telespettatori 5.260.000 – share 18-49 anni 5%[11]

## Sadie Hawkins
- Titolo originale: Sadie Hawkins
- Diretto da: Bradley Buecker
- Scritto da: Ross Maxwell

### Trama
Sam mette in discussione l'esibizione degli Usignoli alle provinciali confessando il suo dubbio a Blaine. Quest'ultimo crede che sia impossibile che gli Usignoli abbiano barato nonostante gli improbabili e assurdi salti mortali presenti nella coreografia e Sam gli fa notare che non era nemmeno presente un membro, che lui chiama "paffutello". Così, Sam sostiene che abbiano barato e per convincere anche Blaine gli promette di trovare delle prove. Subito dopo c'è una riunione del consiglio studentesco capitanato da Blaine e seguito da Tina, Sam, Sugar e altri studenti. Ad un certo punto Tina prende la parola e ricorda agli amici che mancano ufficialmente 142 giorni al ballo scolastico e si lamenta del fatto che ogni anno siano le ragazze ad aspettare l'invito di un ragazzo e propone un ballo alla Sadie Hawkins, cioè un ballo in cui sono le ragazze ad invitare i ragazzi. Blaine non è d'accordo, ma tutti gli altri accettano, quindi ha vinto la maggioranza. Kurt inizia la sua prima settimana alla NYADA e si rende conto che il college non è poi così tanto diverso dal liceo. Nota che ci sono i soliti gruppetti: la scherma per gli atleti fichi, drammaturgia classica per gli snob, le ballerine sono le cattive. Non riesce nemmeno a fare conoscenza dato che Rachel pensa solo ad aiutare Brody senza trovare del tempo per lui, e per fare nuove amicizie decide di frequentare qualche attività extra curriculare e inizia a leggere sulla bacheca scolastica le varie attività. Tra le tante, però, è curioso di un club chiamato 'I pomi di Adam'. Si chiede di cosa si tratta e un ragazzo da dietro gli dice che è il Glee Club della NYADA e lo invita ad iscriversi perché divertente. Intanto, al McKinley i ragazzi girano per i corridoi in attesa di un invito da una ragazza. Tina ha fondato un club di ragazze single, di cui fanno parte anche Sugar e Lauren Zizes, che dopo la relazione con Puck, è rimasta sola. Tina promette alle amiche che il ballo Sadie Hawkins cambierà le cose. Più tardi, i ragazzi si riuniscono nella prima aula disponibile e Finn comunica loro che il tema della settimana è 'Scelta alle donne' ispirato dal ballo Sadie Hawkins: ogni ragazza deve cantare una canzone per invitare un ragazzo al ballo. Intanto a New York è mattina e Kurt inizia a riscaldarsi la voce mentre prepara una tisana, ma così facendo sveglia Rachel che lo avvisa di fare piano, perché nella sua camera c'è Brody che dorme dato che hanno passato la serata insieme. Entrambi si siedono bevendo le tisane e Rachel gli chiede della sua settimana e Kurt dice che si vuole iscrivere a 'I pomi di Adam' ma Rachel subito dice che alla NYADA il Glee Club è il fondo del fondo e che in quella scuola c'è una rigidissima gerarchia artistica. Intanto al McKinley, Tina si esibisce per prima e dedica la sua canzone, 'I don't know how I love him' ad una persona inaspettata: Blaine. Lui però le dice di no. Intanto Kurt alla NYADA riflette ancora se iscriversi o meno al Glee Club e improvvisamente il ragazzo dell'altra volta si avvicina di nuovo a lui e si presenta dicendo di essere Adam, nonché fondatore de 'I pomi di Adam' e mostra a Kurt il luogo in cui loro provano e tutti i membri che subito dopo gli dedicano una canzone. Al McKinley le ragazze si esibiscono davanti ai ragazzi, così Marley invita Jake e Brittany invita Sam. Tina chiede scusa a Blaine per l'invito e lui le confessa che gli piace Sam. Così entrambi decidono di andare comunque insieme al ballo come amici. Jake chiede a suo fratello, Puck, di aiutarlo a decidersi fra Marley e Kitty e Puck lo obbliga a lasciar stare Kitty e corteggiare ancora Marley. Rachel e Kurt passeggiano per le vie di New York e lei parla di un'uscita a quattro non appena lui troverà un ragazzo. Ma Kurt le dice che c'è qualcuno a cui interessato ma non le dice il nome per scaramanzia (anche se in realtà si riferisce ad Adam, il leader del Glee Club). Intanto al McKinley è in corso il ballo. Tina e Blaine si stanno divertendo tantissimo ma vengono interrotti da Sam il quale porta Blaine e Finn negli spogliatoi dei ragazzi per mostrare loro le prove della falsa esibizione degli Usignoli, che a quanto pare si sono dopati prima dell'esibizione. Così Blaine gli mostra il regolamento che dice che qualsiasi squadra con componenti dopati o che hanno fatto uso di steroidi o anfetamina è automaticamente squalificata. Ma Finn dice che quelle prove non sono sufficienti e Sam e Blaine fanno entrare Trent, il membro degli Usignoli che mancava alle Provinciali che testimonia che gli Usignoli sono stati tutti dopati. A New York Rachel sta preparando una cena a casa sua per Brody, ma lui ritarda di 45 minuti e quando arriva, lei si arrabbia molto. Ma dopo un po' fanno pace. Il club di Tina si riunisce di nuovo e ognuna di loro è entusiasta: al Sadie Hawkins Lauren ha ballato con Joe e Tina crede di aver trovato l’amore della sua vita: Blaine.
- Guest star: Dot-Marie Jones (Shannon Beiste), Vanessa Lengies (Sugar Motta), Alex Newell (Wade Adams), Samuel Larsen (Joe Hart), Melissa Benoist (Marley Rose), Jacob Artist (Jake Puckerman), Becca Tobin (Kitty Wilde), Dean Geyer (Brody Weston), Blake Jenner (Ryder Lynn), Oliver Kieran Jones (Adam), Lauren Potter (Becky Jackson), Ashley Fink (Lauren Zizes), Nolan Gerard Funk (Hunter Clarington).
- Ascolti USA: telespettatori 6.790.000 – share 18-49 anni 7%[12]

## Mettersi a nudo
- Titolo originale: Naked
- Diretto da: Ian Brennan
- Scritto da: Ryan Murphy

### Trama
Le accuse di doping nei confronti degli Usignoli vengono confermate, così le Nuove Direzioni vengono ammesse alle regionali. Per raccogliere soldi per le regionali Tina propone di effettuare un calendario con le foto dei ragazzi. Nel frattempo Brittany riceve il punteggio più alto nel SATs mentre Sam quello più basso e decide quindi, grazie all'aiuto di Blaine, di selezionare un college che non richiede un punteggio elevato. Marley e Jake si dichiarano l'uno con l'altro. Rachel intanto, dopo diverse indecisioni, accetta un copione in cui dovrà recitare in topless in una delle scene, Brody supporta la sua decisione mentre Kurt è contrario e per convincerla a rinunciare chiama Quinn e Santana. Rachel decide quindi di non girare la scena supportata dalle amiche mentre Santana pensa di trasferirsi a New York.
- Guest star: Jayma Mays (Emma Pillsbury), Dianna Agron (Quinn Fabray), Iqbal Theba (Preside Figgins), Alex Newell (Wade "Unique" Adams), Samuel Larsen (Joe Hart), Melissa Benoist (Marley Rose), Jacob Artist (Jake Puckerman), Becca Tobin (Kitty Wilde), Dean Geyer (Brody Weston), Blake Jenner (Ryder Lynn), Nolan Gerard Funk (Hunter Clarington), Jacob Wysocki (Cameraman), Leah Pipes (Electra), Lauren Potter (Becky Jackson), Bill A. Jones (Rod Remington), Earlene Davis (Andrea Carmichael).
- Ascolti USA: telespettatori 5.480.000 – share 18-49 anni 6%[13]

## Una vera diva
- Titolo originale: Diva
- Diretto da: Paris Barclay
- Scritto da: Brad Falchuk

### Trama
Per preparare i ragazzi alle Regionali Finn, aiutato da Emma, istituisce una gara tra dive. Gli sfidanti sono: Marley, Kitty, Unique e Brittany che credono di avere la vittoria in pugno grazie al loro atteggiamento da super dive, Blaine il quale vuole dimostrare agli altri ragazzi che anche un maschio può essere una diva e Tina la quale è allo stesso tempo sicura di sé ma anche insicura di riuscire ad eguagliare la figura di una vera diva. Questi sei si esibiscono in “Diva” di Beyoncé. Blaine ha il raffreddore e Tina, pazzamente innamorata di lui, gli porta un kit di guarigione. Blaine inoltre invita a casa sua la ragazza per aiutarla a trovare delle canzoni da diva. Finn lungo la settimana collabora molto con Emma ed è preoccupato che il prof. Schuester vorrà riprendersi il club quando sarà tornato da Washington. Blaine intanto si esibisce portando al Glee Club una canzone dei Queen: “Don’t stop me now”. Emma ha un attacco di panico poiché manca una settimana al matrimonio con Will e deve prendere da sola tutte le decisioni. Finn cerca di calmarla e senza volerlo la bacia. Kurt decide di far tornare coi piedi per terra Rachel, che dopo aver vinto lo showcase invernale si comporta ormai come una diva, sfidandola durante il delirio di mezzanotte (una competizione musicale tra studenti alla NYADA). La competizione viene vinta da Kurt. Santana torna a Lima e cerca di distruggere la storia fra Brittany e Sam. A casa di Blaine, quest’ultimo ha un malore dovuto al raffreddore mentre lui e Tina cercano repertori musicali da diva. Mentre si stende, Tina decide di comportarsi da vera diva e trova il coraggio di confessargli la verità: è innamorata di lui e pensa che anche se lui è gay possano avere una chance insieme. Ma Tina scoppia in lacrime quando scopre che Blaine si era addormentato e non aveva sentito niente. Mentre piange silenziosamente, spalma sul petto del ragazzo un po’ di vapo-rub per il raffreddore. Rachel è depressa dopo aver perso contro Kurt, ma quest’ultimo la incoraggia a rimettersi in sesto. Rachel lo ringrazia per averla fatta rinsavire dal suo essere diva. Inoltre Kurt le rivela di volersi iscrivere per le audizioni per il revival a Broadway di Funny Girl, il musical con Barbra Streisand, e Rachel lo segue a ruota in quanto degna erede di Barbra. A scuola, Tina comprende di essersi umiliata a occuparsi di Blaine senza nemmeno ricevere un grazie in cambio, così, come solo una diva può fare, si sfoga con lui e gli fa assaggiare un po’ della sua rabbia. Dopodiché, nell’atrio della scuola, Tina si esibisce in “Hung up” di Madonna, stupendo tutti. Dopo questo, non ci sono più dubbi: Tina è la vincitrice della sfida tra dive. Poco dopo, Blaine (ancora ignaro che lei sia innamorata di lui) si scusa con la ragazza per non averla apprezzata portandole una rosa di cioccolato. Blaine le confessa che in questi ultimi mesi Tina è diventata la persona più vicina a lui a scuola. I due si riconciliano mentre si tengono per mano per i corridoi. Sue offre a Santana il suo posto come allenatrice dei Cheerios ma la ragazza rifiuta perché ha deciso di trasferirsi a New York e andare a vivere con Kurt e Rachel.
- Guest star: Jayma Mays (Emma Pillsbury), Alex Newell (Wade "Unique" Adams), Dean Geyer (Brody Weston), Melissa Benoist (Marley Rose), Jacob Artist (Jake Puckerman), Becca Tobin (Kitty Wilde), Blake Jenner (Ryder Lynn), Oliver Kieran Jones (Adam Crawford), Kayla Kalbfleisch (Elaine), Patrick Stafford (Sicofante #1), J.D. Phillips (Sicofante #2).
- Ascolti USA: telespettatori 6.030.000 – share 18-49 anni 6%[14]

## Lo voglio
- Titolo originale: I Do
- Diretto da: Brad Falchuk
- Scritto da: Ian Brennan

### Trama
Emma scappa dalla chiesa lasciando Will solo davanti all'altare. Il ricevimento del matrimonio si tiene comunque e alla fine della giornata Kurt e Blaine, Rachel e Finn, Quinn e Santana, Artie e Betty, la cugina paraplegica di Emma, finiscono per fare sesso. Jake, aiutato da Ryder decide di trasformare la giornata di San Valentino nella settimana dell'amore ma nonostante ciò Marley non si sente ancora pronta per fare l'amore anche perché capisce che i regali di Jake vengono da Ryder in realtà. Tina si intromette tra Kurt e Blaine, i quali sono di nuovo vicini sentimentalmente, e confessa di aver vapo-stuprato con il vapo-rub Blaine a casa sua. Will è sempre più abbattuto per la fuga di Emma, ma Finn e le Nuove Direzioni riescono a tirarlo su di morale, e a fargli capire che deve lottare per quello a cui tiene, cantandogli una canzone. La puntata si conclude con Rachel a New York con un test di gravidanza in mano.
- Guest star: Jayma Mays (Emma Pillsbury), Dianna Agron (Quinn Fabray), Melissa Benoist (Marley Rose), Jacob Artist (Jake Puckerman), Blake Jenner (Ryder Lynn), Lauren Potter (Becky Jackson), Ali Stroker (Betty Pillsbury), Dean Geyer (Brody Weston).
- Ascolti USA: telespettatori 5.130.000 – share 18-49 anni 5%[15]

## Come nei film
- Titolo originale: Girls (and Boys) On Film
- Diretto da: Ian Brennan
- Scritto da: Michael Hitchcock

### Trama
Will decide di far fare al Glee Club il tema dei film;
I ragazzi (Artie, Blaine, Joe, Ryder, Jake e Sam) fanno un mash-up di Danger zone e Old time rock n roll, ispirati da due film di Tom Cruise (Top Gun e Risky Business). Le ragazze (Marley, Unique, Sugar, Kitty, Tina e Brittany) si esibiscono in "Diamonds are a girl's best friends", vestendosi come Marilyn Monroe in "Gli uomini preferiscono le bionde".
Intanto Finn sta aiutando Will a ritrovare Emma.
A New York Santana è andata a vivere con Rachel e Kurt e accusa Brody (alle sue spalle) di essere uno spacciatore.
Will ritrova Emma e si rimettono insieme, però Finn gli rivela di aver baciato Emma. Marley non ce la fa più e dice a Jake che Ryder l'ha baciata.
Intanto Santana dice a Rachel che ha trovato il suo test di gravidanza. Quando la invita a dirle qualcosa, Rachel comincia a piangere.
- Guest star: Jayma Mays (Emma Pillsbury), Vanessa Lengies (Sugar Motta), Alex Newell (Wade "Unique" Adams), Samuel Larsen (Joe Hart), Melissa Benoist (Marley Rose), Jacob Artist (Jake Puckerman), Blake Jenner (Ryder Lynn), Becca Tobin (Kitty Wilde), Don Most (Rusty Pillsbury), Valerie Mahaffey (Rose Pillsbury), Oliver Kieran Jones (Adam Crawford).
- Ascolti USA: telespettatori 6.720.000 – share 18-49 anni 7%[16]

## Faida
- Titolo originale: Feud
- Diretto da: Bradley Buecker
- Scritto da: Roberto Aguirre-Sacasa

### Trama
I ragazzi del Glee Club, stanchi della situazione di rancore tra il prof. Shue e Finn, decidono di affidare loro un compito: dovranno sfidarsi in un mash-up. Nel frattempo, a New York, Rachel scopre di non essere incinta e decide di tornare alla sua vita normale. Tuttavia Santana le consiglia di prenderla come una lezione di vita. Quest'ultima, mentre in Ohio si sfidano a colpi di note, continua ad indagare su Brody. Nel Glee Club Finn, dopo aver cantato con il prof. Shue, vuole abbracciarlo in segno di pace ma, dopo che egli rifiuta, decide di andarsene dalla scuola. Nel frattempo, le sfide mash-up continuano: Unique sfida Ryder che non ammette che quest'ultima è una ragazza. Sue sfida Blaine e, dopo che egli perde, lo obbliga ad entrare nelle Cheerios. Nella Grande Mela, Santana, dopo aver fatto una scenata a Brody, durante una lezione alla NYADA, viene invitata da Rachel e Kurt a lasciare l'appartamento. Ma le indagini della ragazza la portano a scoprire la verità su Brody: si prostituisce per pagarsi le rette della scuola. Finn viene invitato da Santana durante una messa in scena di un falso appuntamento notturno per Brody e, dopo aver litigato con quest'ultimo, lo picchia gridandogli di lasciare in pace la sua futura moglie. La puntata finisce con Ryder che, dopo essersi innamorato di una ragazza in una chat, le chiede di incontrarsi ma, quest'ultima, si disconnette, facendo sospettare al ragazzo di essere una sua conoscente.
- Guest star: Blake Jenner (Ryder Lynn), Jacob Artist (Jake Puckerman), Alex Newell (Wade "Unique" Adams), Becca Tobin (Kitty Wilde), Dean Geyer (Brody Weston), Lauren Potter (Becky Jackson), Melissa Benoist (Marley Rose), Ginny Gardner (Katie Fitzgerald).
- Ascolti USA: telespettatori 5.370.000 – share 18-49 anni 6%[17]

## Passioni segrete
- Titolo originale: Guilty Pleasures
- Diretto da: Eric Stoltz
- Scritto da: Russel Friend e Garrett Lerner

### Trama
I ragazzi delle Nuove Direzioni devono svelare le loro passioni segrete musicali: canzoni e cantanti che alle altre persone potrebbero non piacere, tenendoli così segreti. Intanto a New York Rachel scopre la verità su Brody, lo caccia di casa e torna a convivere pacificamente con Kurt e Santana.
- Guest star: Dean Cameron (insegnante di recitazione di Kurt), Jacob Artist (Jake Puckerman), Melissa Benoist (Marley Rose), Becca Tobin (Kitty Wilde), Alex Newell (Wade "Unique" Adams), Dean Geyer (Brody Weston), Blake Jenner (Ryder Lynn).
- Ascolti USA: telespettatori 5.910.000 – share 18-49 anni 6%[18]

## Colpo al cuore
- Titolo originale: Shooting Star
- Diretto da: Bradley Buecker
- Scritto da: Matthew Hodgson

### Trama
Quando Brittany annuncia che un asteroide colpirà la città di Lima, il professor Schuester approfitta dell'occasione per assegnare come tema settimanale "Last Chance", per ispirare i suoi ragazzi e prepararli al meglio per le imminenti Regionali. La coach Beiste a questo punto, invita a cena Shuester e confessa l'amore che ha per il professore, essendo stato il primo uomo che lei abbia mai baciato, servendosi della profezia di Brittany come se fosse una delle ultime cose da confessare. Il professore però le dice che è tornato insieme ad Emma e la coach, rimanendoci male, si alza e se ne va. I ragazzi si impegnano a fondo, ma sono sollevati di scoprire che Brittany si era soltanto sbagliata sulla sua profezia. Un giorno però mentre i ragazzi del Glee sono in aula canto si sentono due spari, e si scatena il caos! Will e la coach Beiste rimangono con i ragazzi nell'aula canto cercando di tranquillizzarli; ma presto si scopre che Brittany è in bagno insieme a due ragazzi, invece Tina è come se fosse sparita. Sam a un certo punto non ce la fa più e cerca due volte di andare da Brittany ma i due proff. lo fermano, la prima volta facendolo sedere a terra e la seconda volta bloccandolo nell'uscire dall'aula, evitando di mettere in pericolo gli altri. Nel frattempo Marley cerca di contattare sua madre che è nascosta nella cucina e non raggiunge il cellulare per paura che qualcuno potesse sentirla. Kitty, presa dai sensi di colpa, inizia a confessare tutte le cose cattive che ha fatto a Marley durante Glease. Ryder cerca di chiamare la ragazza che aveva conosciuto online ma quando invia la chiamata squilla un cellulare che suona nella stanza. A questo punto Artie tira fuori la telecamera e chiede a quasi tutti i ragazzi un messaggio in caso non ne escano vivi. Intanto hanno iniziato a evacuare la scuola, e si vede proprio Tina che dice al preside che i ragazzi del Glee sono ancora dentro. Will con molto coraggio decide di andare a prendere Brittany e porta tutti i ragazzi nell'aula. I ragazzi sentono urlare la polizia "tutto finito" e si abbracciano tutti tra le lacrime. Alcuni giorni dopo l'evento tragico, la polizia piazza nella scuola delle telecamere e fa entrare gli studenti solo se sono passati sotto il controllo del metal detector, per evitare che qualche studente entri con un qualsiasi tipo di arma; metà della scuola non si presenta. Sue, per calmare i nervi, offre uno spuntino a Schuester e alla Beiste in sala professori. Parlando dell'accaduto, Schuester dice che ogni studente verrà interrogato per sapere chi ha sparato e soprattutto dove sia l'arma e che quando l'avranno trovato, lo espelleranno. Sue confessa in quel momento che era stata lei a sparare e che l'arma era sua. Dicendo lo stesso al preside Figgins, aggiunge inoltre che con una pistola, coi tempi che corrono, si sentiva più sicura e durante un controllo nella sua cassaforte per vedere se c'era la pistola all'interno, ha sparato un colpo accidentale e poi un altro quando la pistola è caduta al suolo; terrorizzata, nasconde le prove. Figgins non ha scelta che licenziarla e lei accetta la sua punizione. Intanto Ryder, scoprendo che il telefono della finta Katie era quello di uno dei membri del Glee, cerca di capire chi è Katie in realtà, dandosi appuntamento in sala prove prima della riunione segreta del Glee all'auditorium. Schuester raggiunge Sue chiedendo come mai avesse un'arma a scuola e cosa poteva fare per lei, Sue gli chiede solo di tenere d'occhio Becky Jackson: qui si capisce che in realtà è stata Becky a sparare due colpi accidentali con la pistola del padre. Il giorno prima degli spari, Becky confessa a Brittany di essere spaventata del futuro, spaventata di non essere protetta nel mondo esterno come invece lo è a scuola e non vuole diplomarsi. Brittany le fa capire che non c'è bisogno di avere paura del mondo esterno e che diplomarsi è importante. Non sentendosi protetta, Becky pensa di proteggersi con una pistola, generando poi un caos a scuola per due colpi accidentali. Sue si spaventa poi abbraccia Becky dicendole che provvederà lei agli spari, infatti si fa licenziare per proteggere Becky, dimostrando di avere un grande cuore anche se nessuno sa questo. Tina confessa a Blaine di essersi sentita morire poiché non era con loro in aula canto ma Blaine calma l’amica e i due si abbracciano. Ryder intanto aspetta di incontrare Katie ma poi si ricorda della riunione segreta all'auditorium. Sicuramente Katie è uno dei membri del Glee Club quindi non lo raggiunge all'appuntamento, così Ryder va all'auditorium dove tutti cantano la canzone finale dell'episodio, mai stati più felici di farlo.
- Guest star: Dot-Marie Jones (Shannon Beiste), Iqbal Theba (Preside Figgins), Blake Jenner (Ryder Lynn), Melissa Benoist (Marley Rose), Jacob Artist (Jake Puckerman), Becca Tobin (Kitty Wilde), Lauren Potter (Becky Jackson), Alex Newell (Wade "Unique" Adams), Ginny Gardner (Katie Fitzgerald/Marissa), Trisha Rae Stahl (Millie Rose).
- Ascolti USA: telespettatori 6.670.000 – share 18-49 anni 6%[19]

## Originale
- Titolo originale: Sweet Dreams
- Diretto da: Elodie Keene
- Scritto da: Ross Maxwell

### Trama
Finn finalmente decide di andare al college di Lima per diventare insegnante. Scopre che non è come lo immaginava, ma è pieno di feste. Lì incontra Puck e cominciano la loro vita universitaria insieme. Salvando una festa da una radio rotta cantando ottengono un lavoro. Al McKinley Will decide la scaletta per le Regionali, ma non tutti sono contenti. Marley propone di cantare le sue canzoni originali, ma nessuno la ascolta. Dopo averne cantata una con alcuni del club, Will sentendola decide di portarla alle Regionali. A New York Rachel deve fare l'audizione per Funny Girl. È ancora indecisa su quale canzone di Barbra Streisand scegliere, ma l'arrivo di Shelby le fa cambiare idea dicendo che non dovrebbe cantare una canzone della Streisand, ma dovrebbe essere originale. Dopo una chiacchierata a telefono con Finn decide che la sua canzone sarà quella con cui tutto è iniziato.
- Guest star: Idina Menzel (Shelby Corcoran), Dot-Marie Jones (Shannon Beiste), NeNe Leakes (Roz Washington), Alex Newell (Wade "Unique" Adams), Lauren Potter (Becky Jackson), Melissa Benoist (Marley Rose), Jacob Artist (Jake Puckerman), Becca Tobin (Kitty Wilde), Blake Jenner (Ryder Lynn), Brad Benedict (Matt Cromley), Casey Deidrick (Chip).
- Ascolti USA: telespettatori 6.140.000 – share 18-49 anni 6%[20]

## Luci sul passato
- Titolo originale: Lights Out
- Diretto da: Paris Barclay
- Scritto da: Ryan Murphy

### Trama
Ryder confida il suo segreto, ovvero quello di essere stato molestato sessualmente all'età di 11 anni, ma nessuno dei ragazzi riesce a comprenderlo se non Kitty che gli confida di aver anch'essa subito delle molestie. E quando Kitty pensa che possa nascere qualcosa tra loro, lo riscopre ancora fissato con Katie la ragazza virtuale, così offesa se ne va.
Nel frattempo Rachel e Kurt cercano di convincere Santana a dare una svolta alla sua vita, ma lei afferma di essere felice così e che non ha bisogno del loro aiuto. Ma durante un evento di beneficenza organizzato da Isabelle Wright riesce a tirar fuori la sua passione per la danza e si convince a prendere delle lezioni alla succursale della NYADA.
- Guest star: Sarah Jessica Parker (Isabelle Wright), Iqbal Theba (Principal Figgins), NeNe Leakes (Roz Washington), Jessica Sanchez (Frida Romero), Jane Lanier (Insegnante di ballo), Blake Jenner (Ryder Lynn), Melissa Benoist (Marley Rose), Lauren Potter (Becky Jackson), Alex Newell (Wade "Unique" Adams), Becca Tobin (Kitty Wilde), Jacob Artist (Jake Puckerman).
- Ascolti USA: telespettatori 5.240.000 – share 18-49 anni 5%[21]

## Wonder-ful
- Titolo originale: Wonder-ful
- Diretto da: Wendey Stanzler
- Scritto da: Brad Falchuk

### Trama
Rachel chiama il professor Schuester per informarlo sul fatto che lei potrebbe avere la parte di protagonista nel musical di Broadway "Funny Girl". Lui è molto contento e propone come compito della settimana "Wonder-ful", perché quella di Rachel è stata una notizia meravigliosa. Kurt invece diventa ossessivo riguardo ai risultati del test per il cancro alla prostata del padre, Tina ha fatto domanda alla Brown University e Artie invece riceve la lettera di ammissione per un'accademia cinematografica, ma dice a Kitty che sua madre ha paura di mandarlo da solo a New York, e le chiede di non dirlo agli altri membri del Glee. Ma lei non lo fa e va a parlare con la madre di Artie, che le dice che non è vero che lei ha paura di mandarlo, e infatti è Artie ad avere paura ma parlando con la madre la supera. Intanto Mercedes e Mike propongono a Jake di aiutarli a girare il video musicale di una delle canzoni di Mercedes, che usciranno in un album da lì a poco, ma il discografico vuole che Mercedes si metta seminuda durante il servizio fotografico, quindi lei capisce che lui vuole solo la sua voce e non la "vera Mercedes", così scioglie il contratto e decide di vendere da sola porta a porta e su internet il suo album. Due ragazzi della NYADA dicono a Rachel che ci vuole il consenso dei professori della NYADA per fare un'attività extra curricolare, e che se Cassy lo sapesse ci sarebbero dei guai, e subito dopo essersi congedati da Rachel, vanno a spifferare tutto a Cassandra.
- Guest star: Katey Sagal (Nancy Abrams), Kate Hudson (Cassandra July), Mike O'Malley (Burt Hummel), Romy Rosemont (Carole Hudson-Hummel), Melissa Benoist (Marley Rose), Blake Jenner (Ryder Lynn), Becca Tobin (Kitty Wilde), Jacob Artist (Jake Puckerman), Phillip Rhys (Martin), Alex Newell (Wade "Unique" Adams), Don Franklin (medico di Burt), Patrick Stafford (Sicofante #1), J.D. Phillips (Sicofante #2).
- Ascolti USA: telespettatori 5.190.000 – share 18-49 anni 5%[22]

## Tutto o niente
- Titolo originale: All or Nothing
- Diretto da: Bradley Buecker
- Scritto da: Ian Brennan

### Trama
Will Schuester annuncia ai ragazzi che le Regionali si svolgeranno al McKinley e non più a Indianapolis. Incoraggia loro ad augurare buona fortuna a Rachel, che in quel momento si esibisce per il callback del revival di Broadway "Funny Girl", cantando "To love you more".
Brittany visita il MIT, dove viene considerata come un genio. Una volta tornata a Lima diventa arrogante, si rifiuta di esibirsi alle Regionali, lascia i Cheerios e rompe con Sam. Will e la vecchia coach Sue Sylvester chiedono a Brittany di cambiare il suo comportamento e Sam chiede a Santana di tornare a Lima per aiutare Brittany. Dopo aver parlato con Santana, Brittany decide di esibirsi alle Regionali. Brittany spiega al Glee Club che le è stata proposta un'ammissione anticipata al MIT e saluta commuovendo tutti i ragazzi, che lascerà una volta finite le Regionali.
Blaine è intenzionato a chiedere a Kurt di sposarlo. Dopo aver comprato l'anello di fidanzamento incontra Jan, una gioielliera lesbica fidanzata da molti anni con Liz. Blaine e Kurt cenano con Jan e Liz, che raccontano come sono state insieme tutti questi anni e la loro esperienza con l'aumentare da parte della società della tolleranza verso i gay. Jan quindi chiede a Liz di sposarla, e questo incoraggia Blaine nella sua scelta.
Ryder si rifiuta di esibirsi alle Regionali a meno che "Katie" si mostri. Marley incomincia a prendersi la colpa di essere lei, ma Unique confessa a Ryder di essere "Katie"; Unique spiega di essersi presa una cotta per Ryder e ha creato una falsa identità solo per avvicinarsi di più a lui. Ryder decide di esibirsi alle Regionali ma promette che lascerà il Glee Club una volta terminata la gara. Giura inoltre che non rivolgerà più la parola a Unique.
Alle Regionali, gli Indianatomici, guidati da Frida Romero (Jessica Sanchez), si esibiscono con "Clarity" e "Wings". Le Nuove Direzioni cantano "Hall of Fame" e "I Love It", seguiti dalla canzone originale di Marley "All or Nothing". Le Nuove Direzioni vincono le Regionali e tornano nell'aula di canto, dove Emma si presenta con un reverendo e rivela ai ragazzi la sua intenzione di sposarsi con Will, immediatamente. Dopo il rito nuziale, Will e Emma festeggiano con i ragazzi, mentre Blaine tiene nascosto dietro la schiena l'anello di fidanzamento.
- Guest star: Jayma Mays (Emma Pillsbury), Jessica Sanchez (Frida Romero), Amy Aquino (produttore di Funny Girl), Vanessa Lengies (Sugar Motta), NeNe Leakes (Roz Washington), Meredith Baxter (Liz Stevens), Patty Duke (Jan), Blake Jenner (Ryder Lynn), Melissa Benoist (Marley Rose), Becca Tobin (Kitty Wilde), Jacob Artist (Jake Puckerman), Samuel Larsen (Joe Hart), Alex Newell (Wade "Unique" Adams), Bob Bancroft (Dr. Donald Langdon), Jack Plotnick (Dr. Leonard Haltman).
- Ascolti USA: telespettatori 5.920.000 – share 18-49 anni 6%[23]